# Тонадико
Тонадико (итал. Tonadico) је насеље у Италији у округу Тренто, региону Трентино-Јужни Тирол.
Према процени из 2011. у насељу је живело 1223 становника. Насеље се налази на надморској висини од 746 м.

## Становништво
Према резултатима пописа становништва 2011. у општини је живело 1.479 становника.
| 1931. | 1936. | 1951. | 1961. | 1971. | 1981. | 1991. | 2001. | 2011. |
| ----- | ----- | ----- | ----- | ----- | ----- | ----- | ----- | ----- |
| 859   | 892   | 1.063 | 1.169 | 1.161 | 1.234 | 1.295 | 1.413 | 1.479 |